# Karlova Studánka
Karlova Studánka es una localidad balnearia de la República Checa, situada en los Montes Jeseníky, al noreste del país. Con casi 800 metros de altitud, es el municipio más elevado de la región, caracterizado por la calidad de su aire, además del carácter medicinal de sus aguas. El balneario está especializado en el tratamiento de enfermedades respiratorias.
El municipio tiene 226 habitantes permanentes, más una cantidad variable de huéspedes (unos 300 o 400) del balneario y hostales circundantes. Además de sus instalaciones de hidroterapia, Karlova Studánka es centro de turismo de montaña, estando situada dentro del Área Paisajística Protegida de Jeseníky y a un tiro de piedra del segundo pico más alto de la República Checa, el Praděd .

## Manantiales de agua mineral
El agua de Karlova Studánka está clasificada como acídula natural, débilmente mineralizada, rica en bicarbonato de calcio y con contenido elevado de ácido metasilícico. Se cuenta con un total de ocho fuentes, la mayoría de las cuales llevan el nombre de alguna personalidad histórica relacionada con Karlova Studánka. De ellas, dos están abiertas al público para la libre degustación y embotellamiento de sus aguas: el Pabellón del Bebedero o Fuente de Guillermo y la fuente de Casa Libuše. 

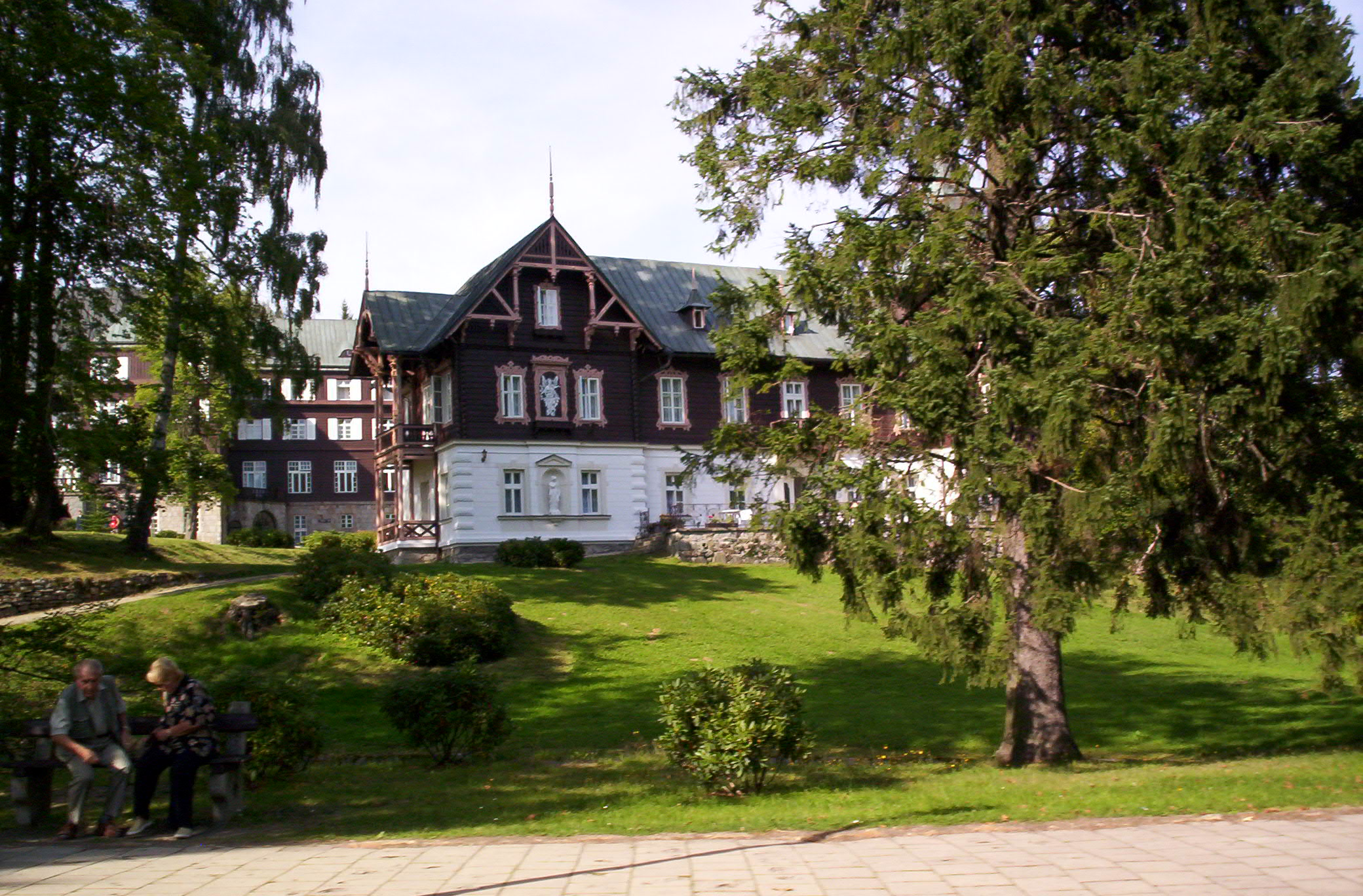
Casa Vlasta (delante) y Casa Libuše (detrás).

## Historia
El balneario fue fundado en 1785 por Maximiliano Francisco, hijo de la emperatriz María Teresa I de Austria. Dicho archiduque previamente había ordenado examinar la zona en busca de aguas medicinales. Como consecuencia del descubrimiento de la primera fuente (de nombre Maximiliano) se levantaron las primeras casas de baños. Los primeros clientes  del balneario pusieron a este el apodo de Hinewieder (del alemán hin und wieder = para allá y de vuelta), pues tenían que trasladarse cada día al balneario desde lejanas posadas de otros pueblos.
Más tarde, se erigirían hospicios en la misma Karlova Studánka: el Hostinský dům (en checo, Casa de  Huéspedes) y el Knížecí dům (Casa de los Príncipes), por lo que la localidad cambiaría su nombre al de Karlsbrunn (en alemán) o Karlova Studánka (en checo), que significa Fuente de Carlos.  Cabe resaltar que tanto Maximiliano, como el Archiduque Carlos (que da nombre al pueblo), fueron Grandes Maestres de la Orden Teutónica, y, en consecuencia, Karlova Studánka estará ligada a la Orden hasta la 2.ª Guerra Mundial, siendo lugar de veraneo de sus miembros.  En 1945, el balneario pasa a pertenecer al Estado checoslovaco, continuando el descubrimiento de nuevas fuentes hasta nuestros días.

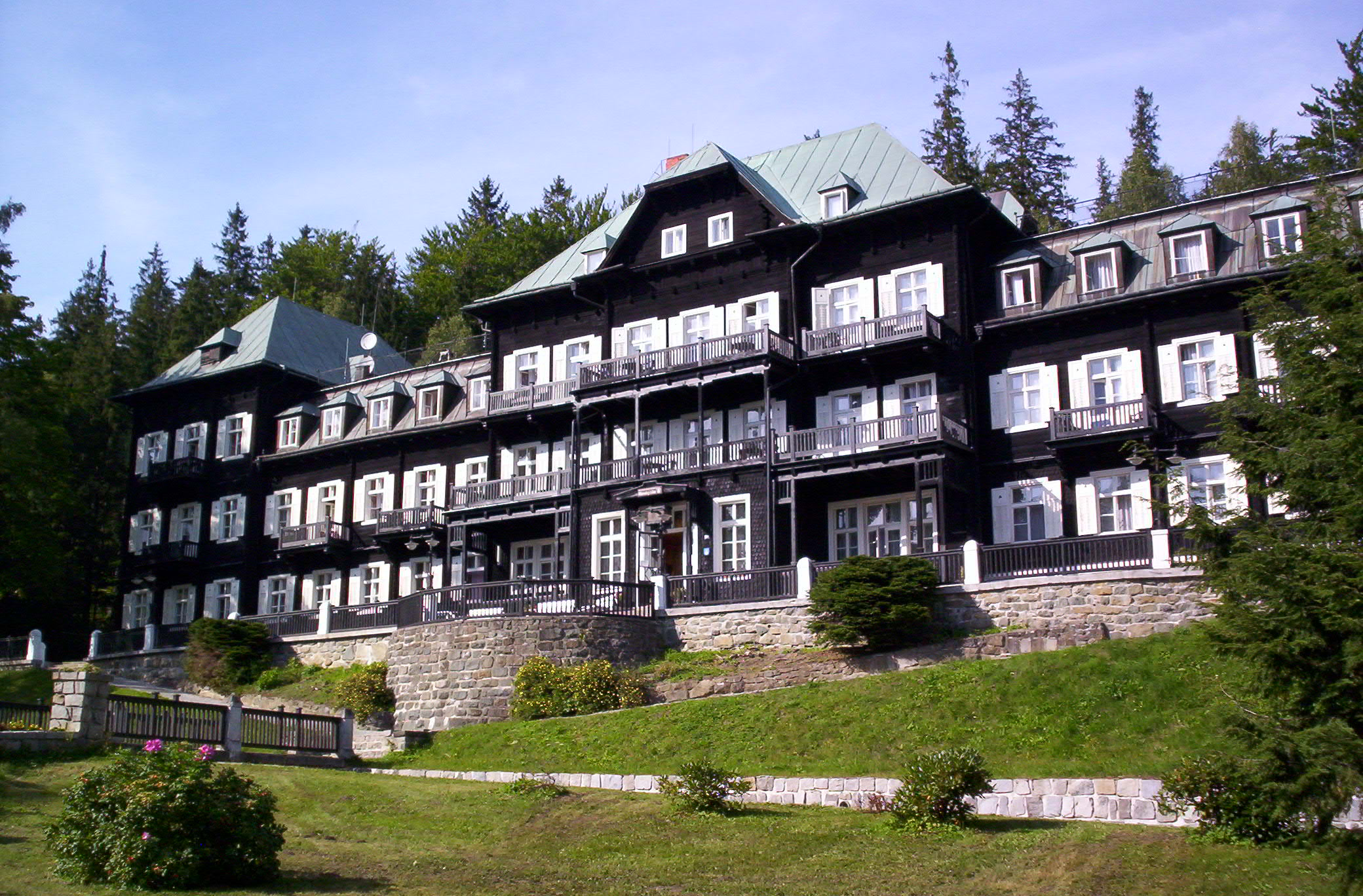
Casa Silesia.